# Kuivajärvi (sjö i Finland, Kajanaland, lat 64,33, long 29,10)
Kuivajärvi är en sjö i Finland. Den ligger i kommunen Kuhmo i landskapet Kajanaland, i den centrala delen av landet, 500 km norr om huvudstaden Helsingfors. Kuivajärvi ligger 168,1 meter över havet. Den är 30,7 meter djup. Arean är 3,66 kvadratkilometer och strandlinjen är 26,02 kilometer lång. Sjön  ingår i Uleälvens huvudavrinningsområde.   Den sträcker sig 2,9 kilometer i nord-sydlig riktning, och 3,3 kilometer i öst-västlig riktning.
I övrigt finns följande i Kuivajärvi:
- Niskasaari (en ö)
- Leppikari (en ö)
- Leppiniemi (en ö)
- Romusaari (en ö)
- Tulisaari (en ö)
- Pyöreäsaari (en ö)
- Lehtosaari (en ö)
- Louhisaari (en ö)